# کاراشوک
کاراشوک (به لاتین: Karasjok) یک شهرداری نروژ در نروژ است که در فینمارک واقع شده‌است.

## خصوصیات
کاراشوک ۵٬۴۵۲٫۹۴ کیلومترمربع مساحت دارد.